# 25180 Kenyonconlin
25180 Kenyonconlin este un asteroid din centura principală de asteroizi.

## Descriere
25180 Kenyonconlin este un asteroid din centura principală de asteroizi. A fost descoperit pe 26 septembrie 1998 la Socorro, New Mexico, în cadrul proiectului LINEAR. Asteroidul prezintă o orbită caracterizată de o semiaxă mare de 2,57 ua, o excentricitate de 0,10 și o înclinație de 2,7° în raport cu ecliptica.